# Barbara Abend
Barbara Abend (* um 1940 in Luckau) ist eine deutsche Dramaturgin, Autorin und  Regisseurin.

## Leben
Barbara Abend wurde in Luckau geboren und schloss dort 1958 mit dem Abitur die Oberschule ab. Eigentlich wollte sie Grafikerin werden, begann aber dann ein Studium der Theaterwissenschaften an der Theaterhochschule Leipzig. Nach dem Abschluss bekam sie ein erstes Engagement als Dramaturgin am Theater in Altenburg. Einige Jahre später wechselte sie als künstlerische Mitarbeiterin des Schauspieldirektors an das Deutsche Nationaltheater Weimar.  Hier war sie auch für die Gestaltung der Programmhefte verantwortlich. Außerdem arbeitete sie hier als Schauspieldozentin und bekam ihre ersten Regieaufträge. Nach diesem Engagement wurde sie stellvertretende Schauspieldirektorin an den Städtischen Bühnen Erfurt, bis sie 1981 nach Berlin an das Theater im Palast wechselte. Für den Rundfunk der DDR schrieb sie Kinderhörspiele. 
Barbara Abend wurde 1991 Mitbegründerin und künstlerische Leiterin des Theater im Palais in Berlin, wo sie viele Fassungen der gespielten Stücke erarbeitete, bei denen sie, wie bei vielen anderen Inszenierungen, auch Regie führte. Außerdem erfüllte sie Regieaufgaben an Theatern in Schwerin, Bremen, Detmold und Helsinki.

## Theater

### Dramaturgie
- 1964: William Shakespeare: Der Widerspenstigen Zähmung –  Regie: Eberhard Richter (Landestheater Altenburg)
- 1972: Fernando de Rojas: La Celestina – Regie: Fritz Bennewitz (Deutsches Nationaltheater Weimar)

### Regie
- 1969: Horst Salomon: Genosse Vater (Arbeitertheater Weimar in den Bühnen der Stadt Gera)
- 1972: Molière: Der Bürger als Edelmann (Theaterhochschule „Hans Otto“ Leipzig im Deutschen Nationaltheater Weimar)
- 1973: Georgi Mischew: Die Hypothesen um die Brandstiftung an der Brücke zu Lowetsch am 3. August 1925 – Regie mit Fritz Bennewitz (Deutsches Nationaltheater Weimar)
- 1975: István Örkény: Katzenspiel (Deutsches Nationaltheater Weimar)
- 1975: Peter Hacks: Amphitryon (Deutsches Nationaltheater Weimar)
- 1976: Ion Băieșu: Die Fußmatte (Deutsches Nationaltheater Weimar)
- 1976: Dumitru Solomon: Das Kamel (Deutsches Nationaltheater Weimar)
- 1976: Dumitru Solomon: Der Zug (Deutsches Nationaltheater Weimar)
- 1976: Dumitru Solomon: Das Streichholz (Deutsches Nationaltheater Weimar)
- 1977: Maria Clara Machado: kleine hexe, die nicht böse sein konnte (Städtische Bühnen Erfurt)
- 1978: Gotthold Ephraim Lessing: Minna von Barnhelm (Städtische Bühnen Erfurt)
- 1979: Harald Gerlach: Die Straße (Städtische Bühnen Erfurt)
- 1980: Jean Anouilh: Becket oder Die Ehre Gottes (Städtische Bühnen Erfurt)
- 1980: Bertolt Brecht: Baal (Städtische Bühnen Erfurt)
- 1981: Federico García Lorca: Die wundersame Schustersfrau – Regie mit Ekkehard Kiesewetter (Städtische Bühnen Erfurt)
- 1981: Friedrich Schiller: Kabale und Liebe (Städtische Bühnen Erfurt)
- 1983: Gotthold Ephraim Lessing: Minna von Barnhelm (Theater im Palast Berlin)
- 1984: Barbara Abend: Ihre treue Mutter Goethe (Theater im Palast Berlin)
- 1985: Barbara Abend/Christina Schumann nach Wladimir Tendrjakow: 60 Kerzen (Theater im Palast Berlin)
- 1985: Emily Mann: Still Life (Theater im Palast Berlin)
- 1986: Ferdinand Bruckner: Heroische Komödie (Theater im Palast Berlin)
- 1987: Christoph Hein: Der fremde Freund (Deutsches Theater Berlin – Kammerspiele)
- 1988: Maxim Gorki: Wassa Schelesnowa (Theater im Palast Berlin)
- 1989: Wladlen Dosorzew: Der letzte Besucher (Theater im Palast Berlin)
- 1990: Ljudmila Petruschewskaja: Drei Mädchen in Blau (Theater im Palast Berlin)
- 1991: Willy Russell:  Shirley Valentine oder Die heilige Johanna der Einbauküche (Theater im Palais Berlin)
- 1991: George Orwell: Farm der Tiere (Theater im Palais Berlin)
- 1992: Theodor Fontane: Effi Briest (Theater im Palais Berlin)
- 1992: Patrick Hamilton: Gaslicht (Theater im Palais Berlin)
- 1993: Tennessee Williams: Die Glasmenagerie (Theater im Palais Berlin)
- 1993: Friedrich Dürrenmatt nach August Strindberg: Play Strindberg (Theater im Palais Berlin)
- 1993: Esther Vilar nach Richard Wagner: Stundenplan einer Rache (Theater im Palais Berlin)
- 1997: William Shakespeare: Der Kaufmann von Venedig (Landestheater Detmold)
- 2000: William Shakespeare: Macbeth  (Theater im Palais Berlin)
- 2005: Molière: Der Geizige (Theater im Palais Berlin)
- 2008: Molière: Der eingebildete Kranke (Theater im Palais Berlin)
- 2009: Seán O’Casey: Das Ende vom Anfang (Theater im Palais Berlin)
- 2011: Ferdinand Bruckner: Elisabeth von England (Theater im Palais Berlin)
- 2012: Hans Fallada: Berliner Geschichten: Ein Mann will nach oben (Theater im Palais Berlin)

## Werke

### Eigene Stücke und Fassungen (Theater im Palais)
- 1991: Berlin in anderen Umständen
- 1992: Hinterm Ofen sitzt ne Maus – Lieder und Coulets aus dem alten Berlin
- 1993: Jawoll, meine Herrn – mit Musik geht alles besser
- 1994: Literarische Gruselnacht
- 1994: Die leere Staatskarosse (Künstlerball bei Kroll)
- 1994: Nach Johann Nestroy: Der böse Geist Lumpazivagabundus oder Das liederliche Kleeblatt
- 1995: Nach George Orwell: Farm der Tiere
- 1995: Das lukullische Theatervergnügen
- 1995: Literarische Gruselnacht Nr. 2
- 1996: Nach Theodor Fontane: Unwiederbringlich
- 1996: Das Wirtshaus im Spessart nach Motiven des gleichnamigen Kurt-Hoffmann-Films
- 1996: Apfel, Nuß und Mandelkern
- 1998: Theodor Fontane – ein poetischer Lebenslauf (Melanie und Rosamunde)
- 1998: Fontane-Tafel (Theodor Fontane: Nicht für Bibber und Klimbim)
- 1998: Nach E. T. A. Hoffmann und Offenbachscher Musik: Erzählungen Hoffmanns oder Die Verteidigung der Phantasie
- 1999: Am Thron gesägt, Indiskretes und Vertrauliches von Goethes Zeitgenossen
- 2000: Nach David Kalisch: Einmalhunderttausend Thaler
- 2000: Prügelstock und Flöte – ein Mensch wird preußischer König
- 2001: Mit der Hand über’n Alexanderplatz
- 2002: Nach William Shakespeare: Macbeth
- 2003: TafelSpitzen (Tischgeschichten von großen Geistern und kleinen Leuten)
- 2003: Nach Lion Feuchtwanger: Jud Süß
- 2004: Nach: Molière: Geiz – Ein Wucher mit Musik
- 2004: Es Schillert – Eine heitere Verehrung
- 2004: Nach Heinrich Heine: Traumbilder
- 2005: Und kein bisschen älter – Eine Hommage in eigener Sache
- 2005: Mit Birgid Gysi nach Schiller: Der Geisterseher
- 2005: Ein kleines bißchen Glück – das gibt’s nur einmal! Werner Richard Heymann – ein Leben mit Deutschland
- 2005: Wenn Gott will, will ich auch! (Mozart)
- 2006: Nach Theodor Fontane: Unterm Birnbaum
- 2006: Los geht’s
- 2006: In den Gehirnkammern Mäuse fangen – Ein etwas anderer Wilhelm-Busch-Abend
- 2008: Berliner Geschichten: Preußens Luise, vom Ruhm und Nachruhm einer Legende
- 2008: Mit Musike. Berlins freche Gesänge
- 2008: Nach Molière: Der eingebildete Kranke
- 2008: Berliner Geschichten: Kästner für Erwachsene
- 2008: Berliner Geschichten: Es gibt auch Wein in Berlin!
- 2009: Berliner Geschichten: Immer habe ich in Gedanken mit Dir zu tun – Bettina und Achim von Arnim in Briefen
- 2009: Nach Karel Čapek und Seán O’Casey: Wunder befördern – Zwei heitere Rinakter
- 2009: Nach Gerhart Hauptmann: Berliner Geschichten: Bahnwärter Thiel
- 2010: Krolls Etablissement – eine Berliner Legende – Erzählt, gespielt, gesungen!
- 2010: Berliner Geschichten:Johannes Bobrowski – eine Hommage
- 2011: Berlin! Und wir mittendrin. Blick zurück nach vorn
- 2011: Nach Julius Stinde: Berliner Geschichten: Die Buchholzens oder Wie angelt man einen Schwiegersohn
- 2012: Der Weihnachtsbazillus. Geschichten zum Fest
- 2013: Jawoll, meine Herrn! Musikalische Zelluloidgeschichten
- 2013: Berliner Geschichten: Ringelnatz – Anders
- 2014: Nach Franziska Troegner: Berliner Geschichten: Tagebuch im Sturmgepäck
- 2014: Wahnsinn! unsere Berliner TheaterGeschichte
- 2015: Berliner Geschichten: Kästner – Das Glück ist keine Dauerwurst
- 2015: Berliner Geschichten: Das Schloss. Ein Gespenst packt aus
- 2015: Am Anfang war die Maus – 25 Jahre Theater im Palais
- 2016: Das ist Berlin! – Lieder und Anekdoten
- 2016:  Nach Erich Kästner: Der 35. Mai
- 2016: Berliner Geschichten: Otto Reutter. Und so komm’n wir aus der Freude gar nicht raus
- 2018: Berliner Geschichten. Der Buddha vom Alexanderplatz – Ernst Gennat Berlins weltberühmter Kriminalkommissar
- 2019: Berliner Geschichten:Klabund. Ick baumle mit de Beene
- 2019: Zu Fuß mit Heinrich Heine – Stadtspaziergang und Vorstellung
- 2019: Nicht für Bibber und Klimbim (Theodor Fontane)
- 2020: Georg Kreisler. Unheilbar gesund

### Bücher
- Das Herz kann nicht vergessen. Buch-Verlag für die Frau, 2004, ISBN 3-89798-107-6.

### Hörspiele
- 1986: Nach Edmont Rostand: Die Geschichte vom Hahn Chantecler – Regie: Maritta Hübner (Kinderhörspiel – Rundfunk der DDR)
- 1987: Die Geschichte der Katze Friederike – Regie: Christa Kowalski (Original-Hörspiel/Kinderhörspiel/Kurzhörspiel – Rundfunk der DDR)

## Auszeichnungen
- 1985: Kritikerpreis der Berliner Zeitung für Entwicklungsdramarurgie (mit Christina Schumann) für 60 Kerzen im Theater im Palast Berlin